# Timema bartmani
Timema bartmani is een insect uit de orde Phasmatodea en de familie Timematidae. De wetenschappelijke naam van deze soort is voor het eerst geldig gepubliceerd in 1997 door Vickery & Sandoval.